# Johann Karl Kappeler

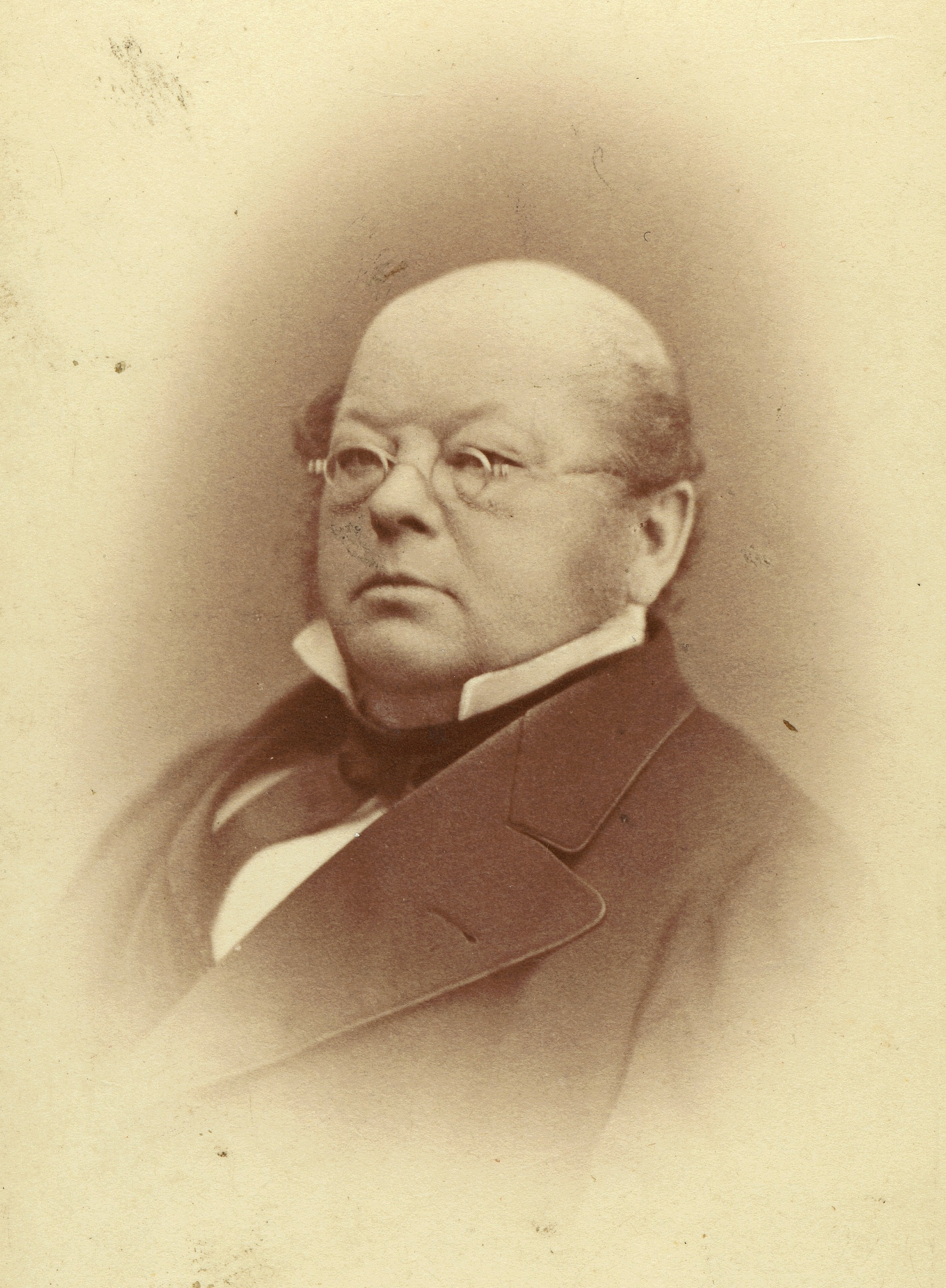
Porträt von Johann Karl Kappeler

Denkmal für Johann Karl Kappeler von Baptist Hörbst

Johann Karl Kappeler (* 23. März 1816 in Frauenfeld; † 20. Oktober 1888 in Zürich; heimatberechtigt in Frauenfeld) war ein Schweizer Jurist und Politiker aus dem Kanton Thurgau.

## Biografie

### Herkunft und Ausbildung
Johann Karl Kappeler wurde als Sohn des Baumeisters und Wirts Melchior Kapeller geboren. Nach dem Besuch der Lateinschule in Frauenfeld und des Gymnasiums in Zürich studierte er ab 1834 Rechtswissenschaft in Zürich, Heidelberg und Berlin. 1854 heiratete er Marie Magdalena Hugentobler, die Tochter von Abraham Hugentobler.

### Jurist
Im Kanton Thurgau erwarb er 1839 das Anwaltspatent und 1841 das Patent als Prokurator. Von 1846 bis 1850 war er Obergerichtsschreiber und von 1850 bis 1857 Präsident des Thurgauer Obergerichts. Von 1854 bis 1857 war er Mitglied des Bundesgerichts.

### Politiker
Als erfolgreicher Jurist und glänzender Redner fand Kapeller schnell den Weg in die Thurgauer Kantonspolitik. Von 1843 bis 1857 gehörte er dem Thurgauer Grossen Rat an, den er 1850, von 1851 bis 1852 und von 1856 bis 1857 präsidierte. Obwohl er zu Beginn seiner politischen Laufbahn eher liberal-konservativ eingestellt war, setzte er sich als Kantonsrat für die Schaffung der Kantonsschule in Frauenfeld ein, die 1853 gegründet wurde, sowie für die Reorganisation des Gerichtswesens, die 1852 zum Gesetz über das Geschworenengericht führte.
Unter den Eindrücken der Sonderbundsjahre änderte Kapeller seine politische Haltung und gehörte bald zu den führenden Köpfen des eidgenössischen Liberalismus. Damit reihte er sich in den Kreis von Alfred Escher ein. Vom 6. November 1848 bis zum 4. Dezember 1881 gehörte er über 33 Jahre lang dem damals neu geschaffenen Ständerat an, dem er 1851/52, 1854/55, 1872 und 1881 vorstand. Er leitete auch zahlreiche Kommissionen. Sein langjähriges Wirken machte ihn zu einem der einflussreichsten Mitglieder der Bundesversammlung. Kapeller erhielt 1880 die Ehrendoktorwürde der Universität Zürich.

### Verwaltungsrat
Im Jahr 1857 wurde Kapeller vom Bundesrat als Nachfolger von Johann Konrad Kern zum Präsidenten des schweizerischen Schulrats berufen, in welcher Eigenschaft ihm die ständige Leitung des Eidgenössischen Polytechnikums in Zürich oblag. Für den Ausbau der späteren ETH zu einer international renommierten Hochschule setzte er sich als Schulratspräsident bis zu seinem Tod 1888 ein. Von 1853 bis 1866 war er Mitglied des Verwaltungsrats der Nordostbahn. Von 1856 bis 1888 war er Verwaltungsrat der Thurgauischen Hypothekenbank. 